# San Juan Pilcaya
San Juan Pilcaya es una localidad del estado mexicano de Puebla, ubicado en el municipio de Chiautla en la región Mixteca poblana al suroeste del estado.

## Localización y demografía
San Juan Pilcaya está localizado en el suroeste del estado y del municipio de Chiautla; sus coordenadas geográficas son 18°14′13″N 98°42′25″O / 18.23694, -98.70694 y tiene una altitud de 1 181 metros sobre el nivel del mar. Se comunica con la cabecera municipal, la ciudad de Chiautla de Tapia por una carretera pavimentada y de la que separa una distancia aproximada de 20 kilómetros.
De acuerdo al Censo de Población y Vivienda realizado en 2010 por el Instituto Nacional de Estadística y Geografía, la población total de Pilcaya es de 965 habitantes, de los que 484 son hombres y 481 son mujeres.

## Historia
San Juan Pilcaya fue una de las localidades más cercanas al epicentro del terremoto del 19 de septiembre de 2017, siendo por tanto una de las más afectadas, con un saldo de un 85% de sus estructuras destruidas o dañadas, aunque no registro ninguna pérdida humanas.